# 飯島柳鶯
飯島柳鶯（学名：Phylloscopus ijimae），又名艾吉柳鶯、伊豆柳鶯或飯島氏柳鶯，为柳鶯科柳鶯屬下的一个种。該物種為日本特有，並根據1950年文化財保護法被指定為天然紀念物，且在台灣與菲律賓亦有紀錄。

## 分類

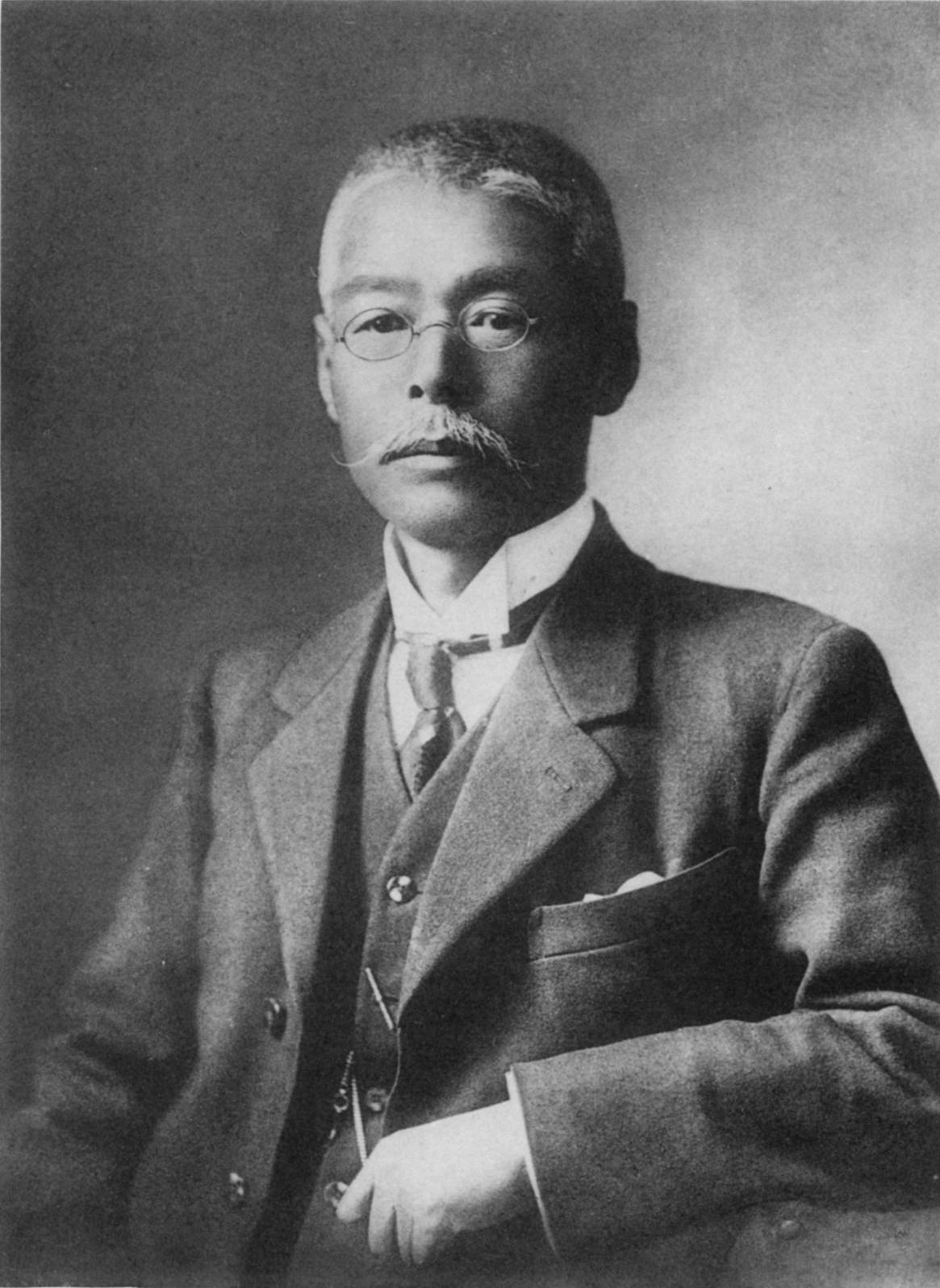
飯島魁 (1861–1921), 飯島柳鶯以他的名字命名

飯島柳鶯是一個單型的，首次由萊昂哈德·斯坦內格於1892年描述，基於1887年春季在三宅島與新島（位於東京的伊豆群島）收集的三個模式標本。 最初由斯坦內格命名為Acanthopneuste ijimae， 籾山徳太郎 並在1923年一篇關於伊豆大島鳥類的論文中沿用了此名。:206 1926年，在一篇關於琉球群島鳥類的論文中，黑田長禮將其視為冠羽柳鶯的一個亞種，命名為Acanthopneuste occipitalis ijimae，:85山階芳麿於1935年亦採用此名稱。:431 1938年，克勞德·布坎南·提斯赫將其視為冠羽柳鶯（Phylloscopus coronatus）的一個亞種，艾倫·羅伯特·菲利普斯於1947年根據來自沖繩島南部的三個標本亦同樣處理，組合名稱為Phylloscopus coronatus ijimae。 1953年，奧利弗·L·奧斯丁和黑田長久基於鳥鳴和鳥巢習性的差異，將其提升為一個獨立物種，名稱為Phylloscopus ijimae，:543 隔年查爾斯·沃里也採用了此分類法。:22肯尼思·威廉森將其視為淡腳柳鶯的亞種，命名為Phylloscopus tenellipes ijimae； 然而，由於其鳴聲、築巢習性和DNA的差異， 該物種再度被提升為獨立物種，名稱為Phylloscopus ijimae。種小名為紀念對日本鳥類學有貢獻的飯島魁。

## 描述

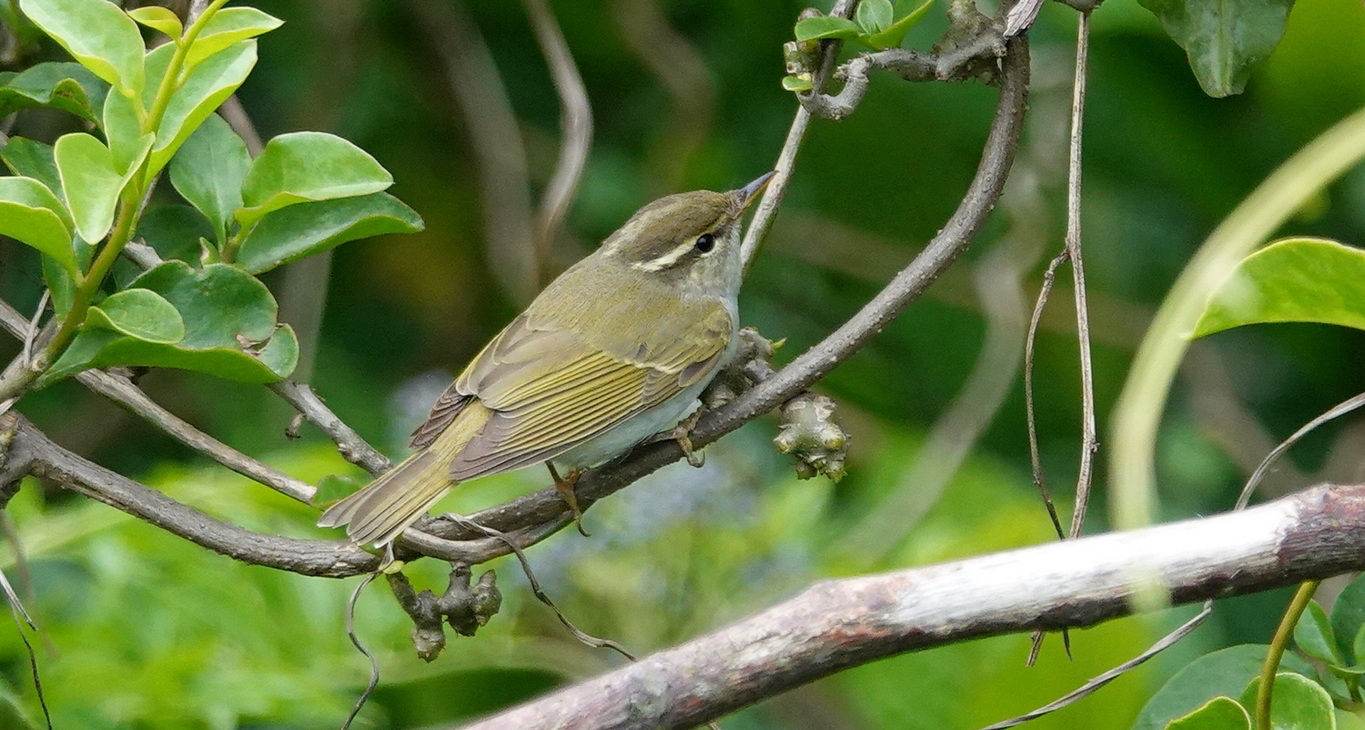
冠羽柳鶯 (Phylloscopus coronatus) 可以透過其頭冠條紋來區分

飯島柳鶯是一種小型雀形目鳥類，總長約11.5 cm（4.5英寸），體重約10 g（0.35 oz）。 其頭冠和頸背呈灰綠色，背部為亮橄欖綠，兩側呈灰色，腹部為白色。 它有一條長長的白色或淡黃白色眉線，黑色的眼紋，深棕色的虹膜。 其喙相對較長且「基部寬大」，上喙為深棕色，下喙為淡黃色，腿和腳為粉棕色。
該柳鶯在外觀上與冠羽柳鶯（Phylloscopus coronatus）相似，但可藉由頭冠上無中央條紋及其較淺的黃色尾下覆羽來區分。 其鳥鳴與叫聲也與東冠柳鶯不同，包括「swss, swss, swss」、「swee-swee-swee-swee-swee」、「shwee-it, shweet, shweet, shweet」，以及柔和的「se-chui, se-chui, se-chui」和「phi-phi-phi」。

## 辨識特徵
體長 10 至 12 公分。喙部稍長，下嘴全黃；雌雄同色，體色呈略帶橄欖綠的青綠色，冠至枕部略呈灰色，腰與尾上覆羽較偏鮮綠色。尾羽呈暗褐色，除了中央一對外，外瓣羽緣呈亮黃綠色，最外側的三對尾羽內瓣具白色羽緣。眉線細長且延伸至後頭，呈乳白色，前段較偏黃而後段較白，眼先及過眼線呈深橄欖褐色，略顯出白色眼圈。頰及耳羽呈灰白色，並夾帶橄欖褐色細斑。飛羽及覆羽呈綠褐色，大覆羽具黃白色羽端形成一條不明顯的翼帶，翼下覆羽及腋羽呈黃白色。喉至腹部呈白色，胸側及脇帶偏灰色。尾下覆羽偏黃，有些個體較明顯，有些則沒有。上喙暗角褐色，切緣橘黃色，下喙橘黃色，尖端亦同色。與極北柳鶯不同。跗蹠及趾橘黃色。

## 分佈與棲地
飯島柳鶯在夏季繁殖於伊豆群島，從伊豆大島到青島，以及吐噶喇群島的中之島。 在春秋季節，曾於本州（靜岡、愛知和和歌山三縣）、水之子島、種子島、屋久島、沖繩島及八重山群島（位於琉球群島）出現的記錄。 其越冬地尚不完全明瞭；少部分可能在伊豆群島（如三宅島和八丈島）及琉球群島過冬，也曾在台灣和菲律賓的呂宋島有紀錄。 它棲息於「低地落葉林與混合的亞熱帶常綠林」及月桂林，包括林緣、赤楊（Alnus）及竹林，亦見於灌木叢。
繁殖期時遷徙至伊豆（北起大島，南至青島）。越冬時飛往日本本州島的山形、福島、新潟、橫濱、靜岡、和歌山，九州島的大分、宮崎，琉球群島，台灣，甚至菲律賓的呂宋島。

## 生態
昆蟲是其主要食物 — 在日文中寫作漢字（飯島虫喰）， 其日文名意為「飯島氏食蟲者」 — 其食物還包括種子。 它會單獨或成小群（有時與其他物種一起，特別是北長尾山雀（Aegithalos caudatus））在低矮樹枝、樹冠及地面覓食，亦會在空中捕食獵物。
繁殖季節自四月至六月或七月。 巢築於距地面約0.5—2米（1英尺8英寸—6英尺7英寸）的闊葉樹及竹子上（這種築巢習性不同於冠羽柳鶯，後者築巢於地面或土坡中）。 每窩產卵數量為2至4顆，通常以3或4顆最為常見。

## 保育狀況
由於棲地喪失及破碎化，該物種的數量正在減少，估計總數少於1萬隻。 此外，殺蟲劑的使用可能會影響其獵物的可得性。 該物種在2000年三宅島的火山噴發中受到嚴重影響。
估計全球種群約有3%的飯島柳鶯被列入2016年《臺灣鳥類紅皮書名錄》，保育狀況為「易危」。:38（該物種亦被列入2016年《中國生物多樣性紅色名錄：脊椎動物》，俗名為日本冕柳莺，保育狀況為「近危」。:523）在菲律賓，該物種列入菲律賓受威脅陸生動物國家名錄，作為呂宋的遷徙鳥，保育狀況為「易危」。 在2020年日本環境省的日本紅色名錄中，Phylloscopus ijimae（イイジマムシクイ）的保育狀況為「易危」， 並且在1998年和2007年的版本中亦是如此。

## 扩展阅读
- 維基物種上的相關：飯島柳鶯